# Asociația pentru Studiul Fenomenelor Aerospațiale Neidentificate
Asociația pentru Studiul Fenomenelor Aerospațiale Neidentificate (ASFAN) este o persoană juridică română, nonguvernamentală, nonprofit, constituită pe o perioadă nedeterminată. Hotărârea de înființare a Asociației a fost dată în 28 septembrie 1998 de Tribunalul București, în baza actului de constituire din 30 martie 1998, semnat de membrii fondatori, a avizului din 24 sept. 1998 al Ministerului Cercetării și Tehnologiei și a celorlalte documente cerute de lege.
Sediul central ASFAN se găsește în Observatorul Astronomic Municipal “Amiral Vasile Urseanu”, din București, Bulevardul Lascăr Catargiu nr.21, în baza aprobării din 14 aprilie 1998 a Primarului General al Capitalei.
ASFAN are filiale și în alte localități de pe teritoriul României.
ASFAN desfășoara activități de cercetare, analiză, catalogare și informare a publicului larg și a cercetătorilor interesați, privind fenomenele aerospațiale neidentificate (incluzând Obiectele Zburătoare Neidentificate (OZN) și fenomenele asociate de regulă acestora), precum și de evaluare a efectelor sociale și psihologice ale acestor fenomene. De asemenea, ASFAN realizează, cu forțe proprii sau în colaborare, studii privind natura fenomenelor investigate, ca și eventuala lor valorificare științifică și tehnică. 

## Membri și foști membri
- Ion Hobana (1931-2011), președinte fondator
- Harald Alexandrescu[1] (1945-2005)
- Ion Țugui (1933-2002)
- Dan D. Farcaș (n. 1940), președinte[2]
- Gheorghe Cohal
- Alexandru Musat
- Sorin Hobana[3]
- Rodica Popa
- Ioan Albescu[4]
- Alecu Marciuc